# 世界系
世界系是動畫、漫畫、遊戲、輕小說等亞文化領域中的一種故事類型。世界系沒有明確的定義，主要經由網路傳播，因此有各種說法。在2007年11月14日，「世界系」一詞被日本新語辭典《現代用語的基礎知識》收錄。一般是指「男女主角的關係直接影響世界危機類型的故事」。

## 狹義的世界系論點
在狭义上，世界系是「主人公與男／女主角為中心的關係性小問題（我和你），中間沒有夾雜具體設定，但與世界的危機及世界的滅亡等抽象的大問題直接聯繫的作品群」。「世界的危機及世界的滅亡」是指地球規模、或者宇宙規模的最終戰爭或UFO對地球的侵略戰爭。「中間沒有夾雜具體的設定」是指對於國家和國家機關、社會、以及相關的人幾乎沒有描寫，主人公們的行為與危機感直接與世界的危機的同步描寫。按照此定義，可以认识新海誠的原創OVA動畫《星之聲》、高橋真的漫畫《最終兵器彼女》和其改編的電視動畫、秋山瑞人輕小說《伊里野的天空、UFO的夏天》和其改編的OVA等是世界系作品。因为《最終兵器彼女》電視動畫版改編版放映，世界系題材便進入主流大眾文化的視野中。
狭义的世界系有这些特点：
- 用方法論方式將社會領域消除。無視社會領域、完全不描寫經濟與歷史問題的世界系作品，經常因此受到批評。也就是說世界系是「自我意識過剩的主人公，對世界和社會沒有任何印象，用思辯性的憑直感，想像『世界的完結』」的作品。[5]
- 世界的命運主要由女主角的少女承擔。將憂鬱悲慘的戰鬥宿命化的少女（戰鬥美少女（日语：戦闘美少女））、除了旁觀以外毫無辦法的沒能力少年，這兩個角色分配在一起，便是世界系的共通構造。[6]受傷的戰鬥美少女（你）與沒能力少年（我）之間的戀愛，大多被描繪成與世界危機平行世界的校園戀愛戲劇。因此也被稱為「我與你系」。
- 登場的「我與你／社会領域／世界危機」可對應劇作家別役實的「近景／中景／遠景」，其概念也類似存在主義學家拉岡提出的「想像界／象徴界／現實界」。
- 「世界系是『校園戀愛戲劇』與『大型機器人SF』的簡單（所以強大）合體，就是說『動畫＝遊戲』將兩大人氣類型組合起來儘可能的將純度提高的東西。」这种解释较为偏激，但是非常渺小的「我與你」的純愛世界和非常誇大的「世界危機」的同步進行是世界系的特徵。很多人認為，这种世界系是在《新世紀福音戰士》影響下出現的。但也有人认为，这是galgame和成人遊戲的特有方法。

## 廣義的世界系論點
世界系這個詞據說最初出現在2002年10月下旬。因為沒有明確定義就傳播開了，所以也有广义用法。比如，世界系是以「打算去控制世界的意思」和「對成長這個觀念的拒絕意識」為兩大基礎的作品群。類似世界系的故事，早期有新井素子的輕小說《愛在地球毀滅時》。有的看法認為清涼院流水的JDC系列及上遠野浩平的不吉波普系列可以作為代表。清涼院在（1997年）中有這樣的話：「以創作與社會派小說不同的世界派大說為目標。」遊戲撰稿人元長柾木認為這是「世界系宣言」。上遠野同年發表的「不吉波普不笑」與前者合在一起被認為是世界系的出發點。在這兩個作家的影響下出現了高橋真、新海誠、秋山瑞人、木城雪戶、川上稔、大暮維人、西尾維新、上尾久光等世界系作家。
- 根據元長柾木的說法，輕小說從少年小說中分支出來，是因為清涼院和上遠野所展示出的世界系的作品。從這個觀點來看，輕小說都應該是世界系，雖然這個觀點很難受到廣泛支持，但是很好的說明了世界系的部分事實。即使是不屬於狹義世界系的西尾維新、上遠野浩平，也發表過被認為是世界系作品。
- 東浩紀作為世界系的先驅，認為「世界好像是可以控制」的。神林長平的科幻 (Science Function) 小說和村上春樹《世界末日與冷酷異境》也是世界系的例子。東浩紀自己承認「自我意識與世界的完結這個主題本身在某種意義上是文學的基本主題」，並非是世界系的特有的，看看《聖經》若望默示錄就能明白這點。將這個主題與校園戀愛喜劇和萌結合起來，是世界系的特點。